# ميدالية الاستحقاق والتميز الفلسطينية
ميدالية الاستحقاق والتميز الفلسطينية هي وسام مدني فلسطيني، يمنحها الرئيس الفلسطيني للشخصيات الفلسطينية والعربية والأجنبية التي قدمت خدماتٍ لفلسطين، وهذه الميدالية تشبه وسام الاستحقاق والتميز الفلسطيني إلى حدٍ ما لكنها تختلف عنه في مضمونها وشكلها وتفاصيلها.

## التاريخ
أسست السلطة الوطنية الفلسطينية ميدالية الاستحقاق والتميز الفلسطينية قبل عام 2013 ومنحتها للعديد من الشخصياتِ الفلسطينيةِ والعربية.
في 6 يناير 2013 صدر مرسوم رئاسي عن الرئيس الفلسطيني محمود عباس يقضي باعتماد ميدالية الاستحقاق والتميز بدرجتيها الذهبيّة والفضيّة كواحدة من الأنواط والميداليات المدنية التي تمنحها دولة فلسطين، ليجري منذ عام 2013 منحها للأفراد والشخصيات الفلسطينية والعربية والأجنبية التي قدمت خدماتٍ للوطن الفلسطيني.

## رُتب الميدالية
تُمنح ميدالية الاستحقاق والتميز الفلسطينية بواحدة من الدرجتين التاليتين:
| ميدالية الاستحقاق والتميز الذهبيّة. | ميدالية الاستحقاق والتميز الفضيّة. |
| ---------------------------------- | --------------------------------- |
|                                    |                                   |

## أبرز الحائزين عليها
- أسامة السلوادي (2012).[5]

- سليمان جاسر الحربش (2013).[6]

- فراس بن رعد (2013).[7]

- رائد زيدان (2013).[8]

- سوزان الهوبي (2013).[9]

- صلاح الدين معاوي (2014).[10]

- ألكسندر دزاسوخوف [الإنجليزية] (2014).[11]

- أشرف دبور (2017).[12]

- خالد عارف (2017).[13]